# Samohodna krožna žaga
Samohodna krožna žaga je vozilo, ki se uporablja v lesni industriji za razrez drv. Stroj je sestavljen iz dveh glavnih delov, tračne ali krožne žage, ki se namesti na motorno vozilo. Samohodne krožne žage v Sloveniji poznamo tudi pod ljudskimi poimenovanji nemškega izvora (nemško Bandsäge, 'tračna žaga') – »banzek«, »banseg«,»bansek«  ali »bancek«. 
Prvo samohodno krožno žago so razvili leta 1900, nemško podjetje Kaelble iz Backnanga pa velja za prvega proizvajalca tega stroja v Evropi. Stroj iz leta 1924 je lahko v 10 urah dela predelal 40 kubičnih metrov lesa. 
Za pogon vozila v transportu in za pogon žage med delovanjem se uporablja motor. Ta vozila uporabljajo predvsem dizelske motorje različnih proizvajalcev, najpogosteje "Aran" in "Lombardini". Z namestitvijo žage na vozilo se stroj enostavno pripelje do mesta razreza na posestvu stranke, tako da stranki ni treba voziti lesa na žago. 
Na zahodu so bila ta vozila med trgovci z lesom pogosto v uporabi do šestdesetih let dvajsetega stoletja. V vzhodni Evropi in na Balkanu ga še vedno pogosto opazimo jeseni in zgodaj pozimi, ko je povpraševanje po drvih največje. Nekateri obrtniki, ki žagajo drva, včasih uporabljajo samohodne krožne žage lastne izdelave.